# سيمون ريف
سيمون ريف (بالإنجليزية: Simon Reeve)‏ هو مؤلف وكاتب وصحفي ومقدم تلفزيوني بريطاني، ولد في 21 يوليو 1972 في لندن في المملكة المتحدة.

## وصلات خارجية
- سيمون ريف على موقع IMDb (الإنجليزية)
- سيمون ريف على موقع قاعدة بيانات الفيلم (الإنجليزية)